# 南涅水石刻
南涅水石刻，位于山西省长治市沁县城内，是中华人民共和国全国重点文物保护单位之一。
1965年5月24日，公布为山西省文物保护单位，2013年5月公布为全国重点文物保护单位，是一座石刻及其它。